# Safeguard Defenders
Safeguard Defenders — некоммерческая правозащитная организация, которая отслеживает исчезновения людей в Китае. Её соучредителем был Майкл Кастер. Основанная в июне 2019 года в Мадриде, организация работает как частный фонд.

## История
В 2009 году шведский активист Питер Далин и американский активист Майкл Кастер основали China Action — неправительственную организацию, продвигающую права человека в Китае. После нескольких лет неактивной деятельности фонд был воссоздан в Мадриде под названием Safeguard Defenders с более широким охватом в Азии, но со специализацией на Китае.
В октябре 2022 года организация Safeguard Defenders опубликовала отчёт о тайных полицейских участках Министерства общественной безопасности Китая по всему миру.

В ноябре 2022 года NewsGuard сообщил, что против организации Safeguard Defenders была запущена китайская проправительственная кампания по дезинформации в Твиттере.